# Kubanska glasba
Kubanska glasba je glasba, ki se je pod španskimi, afriškimi in staroselskimi vplivi razvijala na Kubi od odkritja v 15.stoletju do današnjih dni. Pod kubansko glasbo uvrščamo tako popularno kot klasično glasbo, ki sta se v tem obdobju razvijali na otoku. 

## Osvojitev Kube
Kuba je največji otok Karibskega otočja. Leta 1506 je umrl Krištof Kolumb, v prepričanju, da Kuba tvori del celinske Azije, kar je tri leta kasneje ovrgel Sebastián de Ocampo, ki je obkrožil Kubo in s tem dokazal, da gre za otok. Leta 1912 je bila ustanovljena Baracoa, prvo naselje na otoku. V prihodnjih letih so ustanovili še šest drugih mest: Bayamo, Trinidad, Cristóbal de la Habana, Puerto Príncipe, Sancti Spiritus in Santiago de Cuba, ki je bila prestolnica Kube do leta 1607. 

## Zgodovina glasbe
Zgodovina kubanske glasbe je zelo bogata in dinamična. Na Dan kraljev leta 1494 se je v Isabeli, na otoku La Española (današnji Haiti) oglasila maša, ki velja za prvi primer evropske glasbe v Novem svetu. Kljub temu se večina muzikologov strinja, da lahko o pravi kubanski glasbi  govorimo šele od sredine 18. stoletja naprej. Kot že omenjeno zgoraj, glasbo delimo na popularno, ki vsebuje polno folklornih elementov in klasično glasbo, ki je bolj kompleksna in abstraktna, vendar se nikoli ni tako razširila po svetu, kot popularna glasba. Kljub temu, da sta se sprva, zaradi zgodovinskih razlogov, razvijali vsaka po svoji poti, so nekateri elementi popularne glasbe našli način in se združili skupaj s klasično glasbo. Prve kompozicije, ki se pojavijo na kubanskih tleh so dela Estebana Salasa (1735-1803) in Juana Parísa (1759-1845). Oba avtorja sta ustvarjala poznobaročne skladbe in bila tudi učitelja zborovske glasbe katedrale v Santiagu de Cuba. V isti katedrali je v 16.stoletju deloval tudi prvi zborovodja, Miguel Velázquez, ki je svoje znanje izpopolnjeval v Španiji in se nato vrnil na Kubo. V verski glasbi je skozi stoletja prevladovala polifonija, tako vokalna kot instrumentalna.
V obdobju osvajanja Novega sveta so iz Španije prihajali tudi vplivi njihove popularne glasbe. Zapisi kronistov poročajo o mornarjih, ki so si čas na ladji krajšali s petjem ljudskih pesmi (villancicos) in španskih romanc in jih tako prenesli v Ameriko.  Fernando Ortiz pravi: »Pesmi, plesi in napevi so prihajali iz Andaluzije, Amerike in Afrike in Havana je bila središče, kjer so se vse zlile skupaj z največjo vročico in najbolj barvitim spektrom.«  Na začetku 19.stoletja je bila na Kubi najbolj popularna kontradansa, francoski ples in v nekaterih primerih tudi poimenovanje za vrsto klavirskega dela. Najbolj znana kubanska avtorja te zvrsti sta Manuel Saumell in Ignacio Cervantes. Istočasno je bila na Kubi napisana tudi prva opera z naslovom Jeftejeva hči (La hija de Jefté), ki je kasneje dobila ime Seila in jo je ustvaril Laureano Fuentes.
Poleg španskih vplivov na razvoj kubanske glasbe vpliva tudi glasba afriških sužnjev. O zadnji je veliko pisal že Alejo Carpentier, ki je poudaril poseben pomen bobna. Služil je kot spremljava verskih obredov in plesov, ki so jih sužnji gojili skrivoma, brez vednosti gospodarjev, saj je bilo tako početje prepovedano. Po Carpentierju naj bi se afriški sužnji tudi sporazumevali s pomočjo glasbe. Afriški sužnji so se z lahkoto učili novih melodij in jim dodajali značilnosti svoje glasbe. Že pred 18. stoletjem so na otoku živeli svobodni Afričani, vendar so bili na dnu socialne lestvice. Lahko so opravljali različne poklice od [[krojaštvo|krojaštva, izdelovanja čevljev do kovaštva in kot najpomembneje, bili so lahko glasbeniki. Potrebovali so jih tudi v vojski, kjer so tvorili del godbe na pihala. 
Preganjani so bili tudi pripadniki staroselcev, med drugimi tudi neolitsko ljudstvo Taínos, ki so imeli glasbeni obred, imenovan areíto. Herrera y Tordesillas, španski kronist v svojem delu opisuje to vrsto bogoslužja, kateri glavni značilnosti sta bili ples in pitje do onemoglosti. Danes vemo, da gre za zanimiv obred, pri katerem so uporabljali bobne, včasih tudi flavte. Čeprav ne vemo nič o tem, kako je zvenela glasba, pa vemo, da je obred vključeval petje in ples velike množice ljudi. Španci so, ko so videli ta obred, začeli ubijati pripadnike in jih prisilili, da so zbežali v gore, kjer so lahko nemoteno prakticirali svojo [[običaj[običaje]]. Kasneje so se jih pridružili tudi nekateri pobegli afriški sužnji. 
Na koncu 18. stoletja mešanica španske in afriške glasbe postane tudi plesna glasba, ki se stoletje kasneje začne širiti po celem otoku in vpliva tudi na celinsko glasbo.najbolj znane zvrsti popularne glasbe so: danzón, guajira, mambo, rumba, salsa, son, pachanga, chachachá in bolero.

## Nekatere zvrsti popularne glasbe

### Danzón
Leta 1879 je svoj prvi danzón z naslovom Las Alturas de Simpson predstavil sedemindvajsetletni Miguel Faílde. Danzón v prevodu pomeni veliki ples. Nekateri muzikologi zagovarjajo tezo, da je nastal že veliko prej, njegova predhodnica pa naj bi bila kontradansa. Kljub temu, v glasbeni teoriji velja, da se je danzón javno uveljavil leta 1879. Kubanski danzón je plesna glasbena zvrst, ki izvira iz kreolske glasbe in ima krožno obliko. Tako vsi instrumenti, med katerimi prevladujejo pihala, klavir, flavta, violine in kubanski bobni, lahko pridejo do izraza. Kasneje sta se s danzónom ukvarjala dva brata, Pablo in Raimundo Valenzuela. Prvotni glasbeni obliki sta dodala del, kjer je prišel do izraza trombon. S tem tretjim delom sta dosegla popolno ravnovesje v strukturi in trajanju danzóna. Na Kubi so to zvrst glasbe v prvi polovici 20. stoletja prekašali son ter mambo in chachachá, potomca kubanskega danzóna. 

### Guajira
''Guajira'' je glasbena zvrst, ki s svojo melodijo in petjem obudi podeželsko vzdušje. Ime je dobila po poimenovanju za kmeta. Lahko jo poje en sam pevec ob spremljavi kitare. Oče te glasbene oblike je skladatelj Jorge Ankerman, prepoznavnost pa je postala z glasbenikom Guillermom Portablesom, ki je hitro postal idol radijskih postaj. Leta 1930 se je rodila mešanica sona in guajire, ki je Kubancem veliko bolj blizu. Danes je najbolj poznana guajira-son Guantanamera, ki jo je napisal Joseíto Fernandez. 

### Son
Do leta 1920 je bil son javnosti skoraj neznan. V letih Machadovega predsednikovanja je Sexteto Habanero postal najbolj slavna kubanska skupina.  Gre za mešanico zvoka [[španska kitara|španske kitare in afriških ritmov in je najbolj prepoznavna zvrst južnoameriške glasbe. Razvil se je v 19.stoletju. Za njegove predhodnike veljajo ñongo, nengón in changüi. Najpopularnejša avtorja sona sta Arsenio Rodriguez in Beny Moré, ki je ritme sona mešal z ritmi bolera, mamba in guarache.

### Pachanga
Gre za dokaj mlado zvrst glasbe, ki se je rodila na Kubi leta 1959 kot mešanica sona in merengue. Ima šaljiva besedila, ki jih spremlja živ ritem. Ime pachanga je nastalo zaradi zmešnjave, ki jo je povzročil Johnny Pacheco in tako pretvoril charango v pachango.

### Mambo
Beseda mambo se je uporabljala v Novem svetu že v 16.stoletju in pomeni skupek stvari, ki vključujejo komunikacijo, med njimi tudi petje. Beseda je afriškega izvora in pripada enemu izmed govorečih dialektov v Kongu. Moderni mambo izhaja iz prve polovice 20. stoletja. Gre za plesno glasbo, ki je lahko instrumentalna ali vokalna. Večinoma je pisan za orkester, čeprav ga lahko izvajajo tudi posamezniki. V drugi polovici 20. stoletja se mambo razširi v Mehiko in ZDA. Najbolj znani avtorji mamba so: Celia Cruz, Pupi Campo, Tito Puente in Beny Moré. 

### Rumba
Danes se pod besedo rumba razume več stvari. Ned Sublette rumbo, kot večina Kubancev razume kot ples ob spremljavi tolkal. V glasbenem gledališču 19.stoletja se je z rumbo zaključila predstava, vendar to ni bila rumba kot jo razume zgoraj omenjeni avtor. Prvi posnetki rumbe so začeli izhajati na začetku 20. stoletja, vendar tudi tukaj ni bilo sledu o tolkalih, ker je bila taka vrsta plesa na Kubi takrat prepovedana. V ZDA je beseda rumba takrat označevala katerokoli zvrst kubanske glasbe. Šele leta 1947 so rumbo kot glasbo tolkal, prvič posneli in sicer v New Yorku.  Ima afriški ritem, ki so ga s seboj na Kubo pripeljali sužnji. Sprva je bila peta v njihovih dialektih, vendar so kasneje, ko so se jim pri zabavi pridružili še drugi, začeli peti v španščini. Danes poznamo tudi orkestralne različice rumbe, vendar je najpopularnejša še vedno tista, ki označuje glasbo tolkal, instrumentov, ki so bili na voljo sužnjem.

### Salsa
Ime se je prvič pojavilo leta 1970 v New Yorku. Razvila se je iz sona, danes pa v njej lahko opazimo še elemente guarache, mamba in bolera. Med prvimi avtorji salse so: Johnny Pacheco, Willie Colón, Ray Barretto in Eddie Palmieri. Danes salsa velja za mešanico karibske glasbe, latinoameriške glasbe in afriškega jazza. Med instrumenti prevladujejo bobni, pavke, klavir, kontrabas, trobenta, saksofon, flavta, violina in pozavna.

### Chachachá
Je glasbena zvrst, ki ima svoje korenine v danzónu, razvil pa jo je violinist in skladatelj Enrique Jorrín leta 1953. Prva pesem, ki je nastala v procesu eksperimentiranja s danzónom je bila Sleparka (La engañadora). Soglasno so jo peli trije pevci, kar je predstavljalo novost v danzónu. Melodije, ki so nastale kasneje so pripadale zvrsti, ki ji je Jorrín nadel ime neo-danzón. Šele kasneje so ga spremenili v chachachá.

### Bolero
Prvi kubanski bolero, ki se ga danes še spominjamo nosi naslov Žalosti (Tristezas), katerega besedilo govori o razočaranju v ljubezni:

»Tristezas me dan tus quejas mujer

profundo dolor que dudes de mí

no hay prueba de amor que deje entrever

cuánto sufro y padezco por tí.«

~ José Sánchez
Nekateri muzikologi trdijo, da je kot osnova za kubanski bolero služil španski bolero, vendar so kubanski glasbeniki popolnoma spremenili ritem, melodijo in obliko. Nastala je prva velika kubanska fuzija petja in instrumentalne spremljave, ki se je razširila po celem svetu. Prvi priznani avtor bolerov je bil Pepe Sánchez, ki danes velja za očeta bolera. Ta glasbena zvrst je postala popularna predvsem v Mehiki in Puertu Ricu.